# جيري بي. جنكينز
جيري بي. جنكينز (بالإنجليزية: Jerry B. Jenkins)‏ (23 سبتمبر 1949، كالامازو في الولايات المتحدة)؛ كاتب وروائي أمريكي.

## روابط خارجية
- جيري بي. جنكينز على موقع IMDb (الإنجليزية)
- جيري بي. جنكينز على موقع قاعدة بيانات الفيلم (الإنجليزية)